# Apeadeiro de Leandro
O apeadeiro de Leandro é uma interface da Linha do Minho, que serve a localidade de São Pedro Fins, no concelho de Maia, em Portugal.

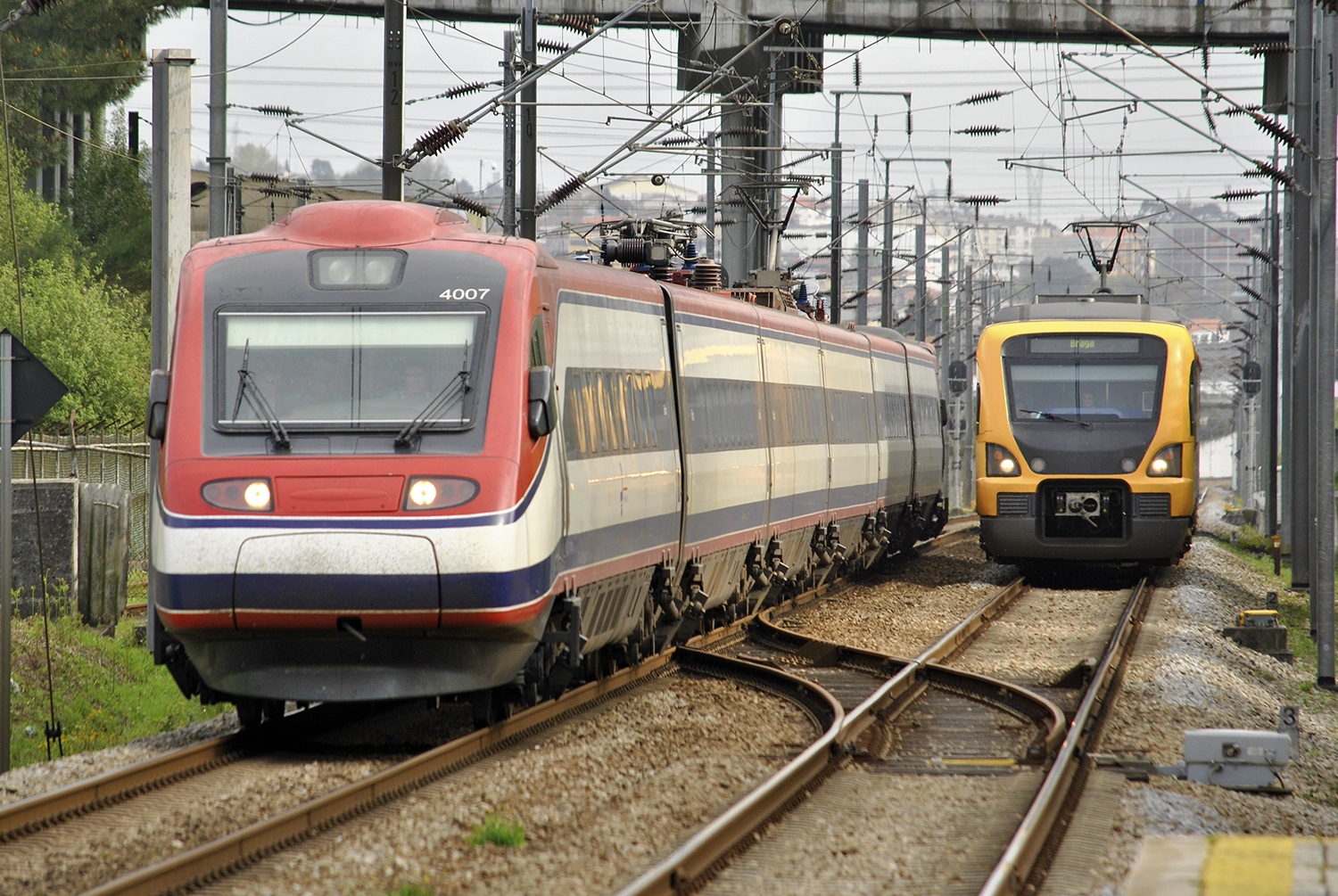
Comboios regional e Alfa Pendular no apeadeiro de Leandro, em 2013.

## Descrição

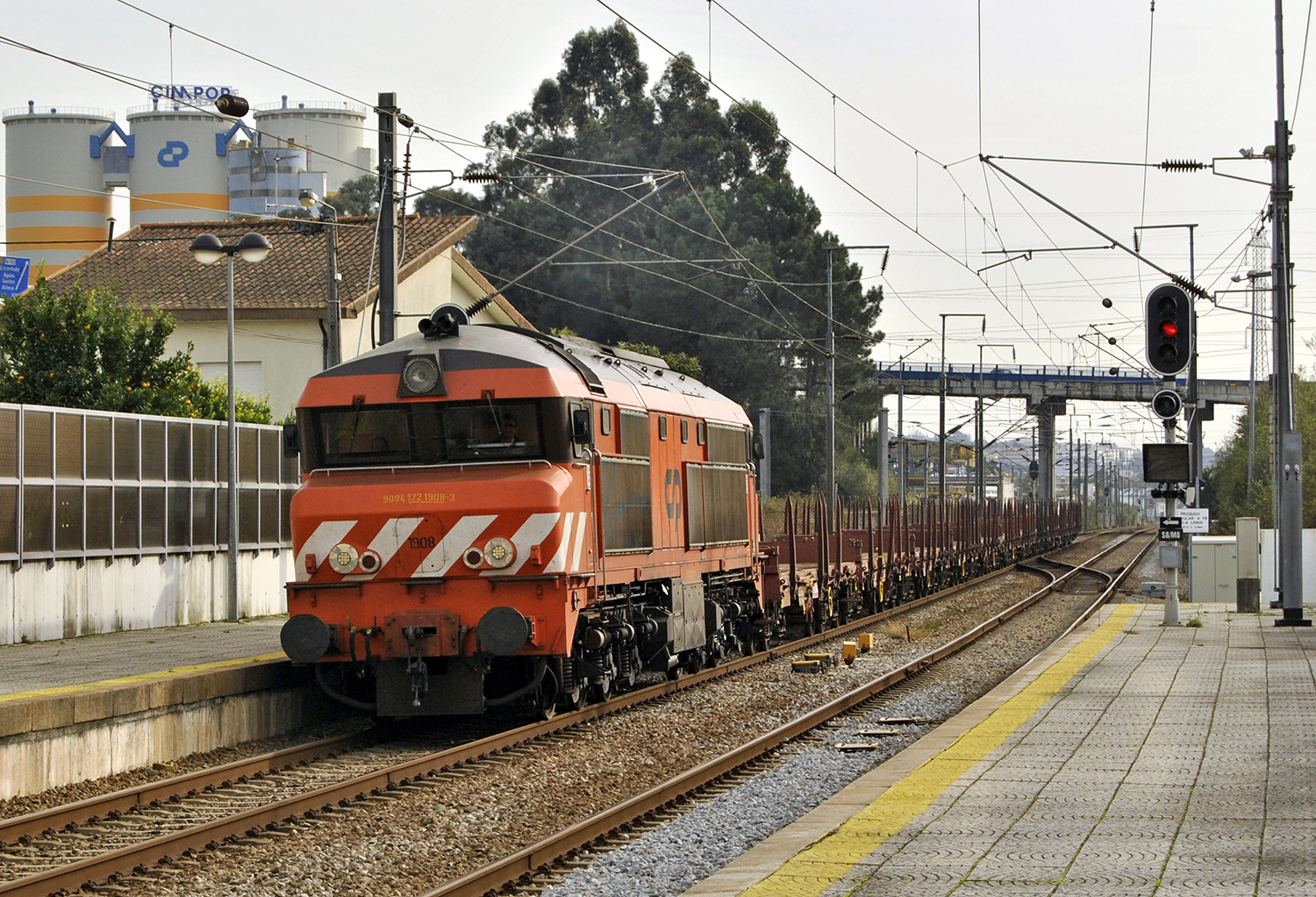
Comboio de mercadorias passando no apeadeiro de Leandro, em 2012.

### Localização e acessos
Esta interface tem acessos a nascente pela Rua da Portela de Baixo, e pela Avenida de São Pedro (que cruza a gare em passagem superior), a cerca de meio quilómetro do centro de São Pedro Fins; a localidade nominal situa-se a noroeste deste interface, a cerca do triplo daquela distância.

### Infraestrutura
Esta interface apresenta duas vias de circulação, identificadas como I e II, com comprimentos de 235 e 234 m, respetivamente, e acessíveis por plataformas com comprimentos de 235 e 225 m, respetivamente, e ambas com 70 cm de altura. O edifício de passageiros situa-se do lado poente da via (lado esquerdo do sentido ascendente, a Monção).

### Serviços
Em dados de 2023, esta interface é servida por comboios de passageiros da C.P. de tipo urbano maioritariamente no serviço “Linha de Braga” tipicamente com 17 circulações diárias entre Porto - São Bento e Braga, e 20 no sentido inverso.

## História
Este apeadeiro encontra-se no troço da Linha do Minho entre as estações de Campanhã e Nine, que foi aberto à exploração, junto com o Ramal de Braga, em 21 de Maio de 1875.

Esta interface mantinha a categoria de apeadeiro ainda em 1988, sendo já categorizado como estação em 2010. Em 2010, esta interface dispunha de duas vias de circulação, com 316 e 292 m de comprimento útil; as duas plataformas apresentavam 232 m de extensão, e uma altura de 70 cm — valores mais tarde alterados para os atuais.